# Abbie Conant

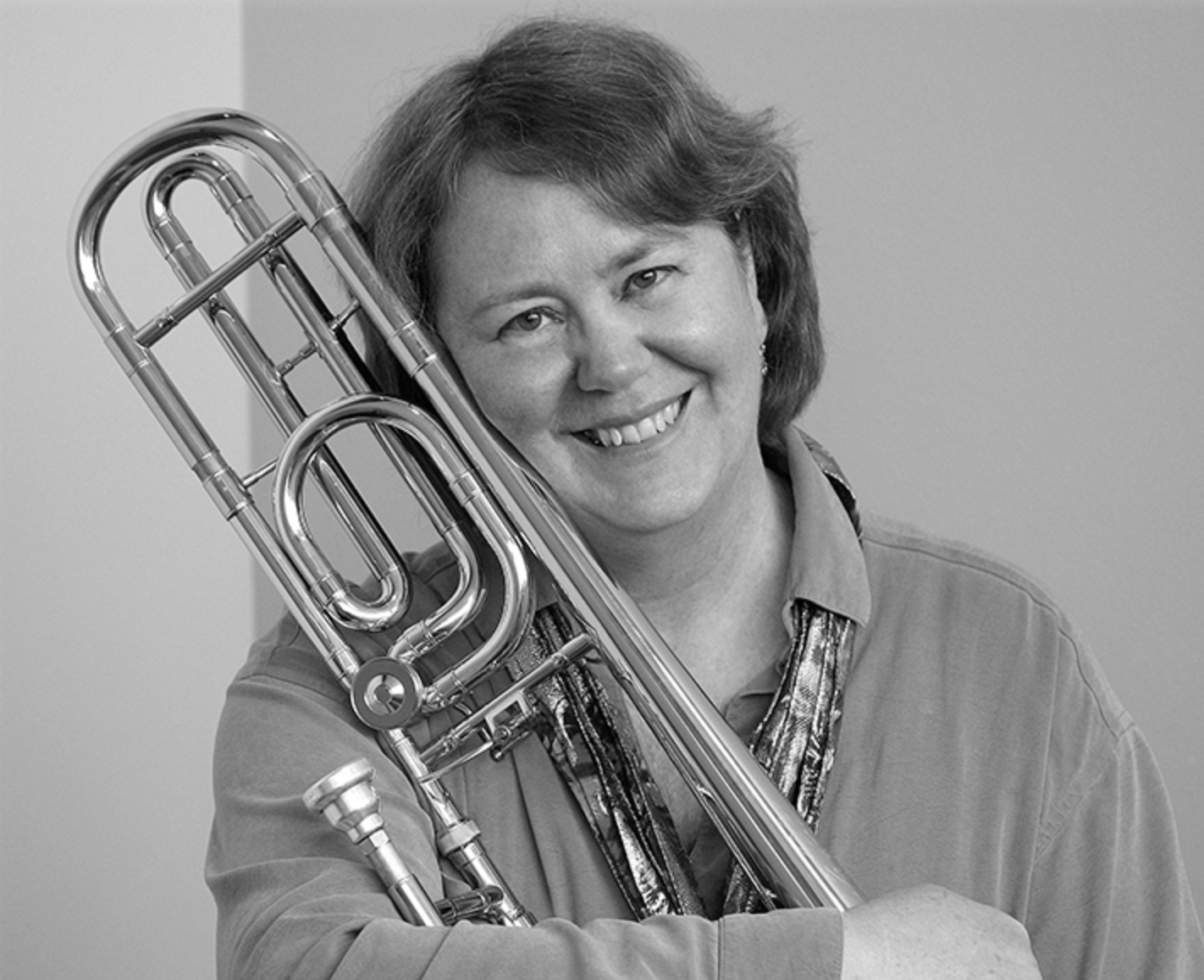
Abbie Conan mit ihrer Posaune, 2023

Abbie Conant (* 14. März 1955) ist eine US-amerikanische Posaunistin, Professorin und Performerin.

## Leben

### Musikalischer Werdegang
Abbie Conant nahm 1970 am „National Music Camp“ in Interlochen, Michigan teil und erhielt dort ein Stipendium für die Interlochen Kunstakademie. Ihren B.A. absolvierte sie an der Temple University bei Dee Stewart und daraufhin studierte sie bei Per Brevig an der Juilliard School ihren Master. Zusätzlich erwarb sie ein Kunstdiplom an der Hochschule für Musik und Tanz Köln bei Branimir Slokov. Durch das „Spoleto Festival Dei due Mondi“ kam sie nach Italien. Dort studierte sie zeitgenössische Musik bei Vinko Globokar an der Accademia Musicale Chigiana in Siena. Hiernach wurde sie erste Posaunistin im Orchester der Königlichen Oper Turin und 1981 erste Posaunistin in der Münchner Philharmonie. Nach 13 Jahren nahm Conant dann 1993 eine Stelle als ordentliche Professorin an der Staatlichen Hochschule für Musik Trossingen an, wo sie bis heute unterrichtet.

### „Der Fall“ Münchner Philharmoniker
1980 bewarb sich Abbie Conant auf die erste Posaunistenstelle in der Münchner Philharmonie. Sie wurde als „Herr Conant“ eingeladen. Die erste Runde wurde anonym gespielt und so setzte sich Conant gegen 32 Männer durch. Nach einem Jahr war ihre Probezeit vorbei, die sie ohne Probleme bestand. Der GMD Sergiu Celibidache legte jedoch ohne ersichtlichen Grund ein Veto ein und stufte sie 1982 unbegründet auf die Position der zweiten Posaune zurück. Conant wollte die Zurückstufung mit Celibidache verhandeln und schlug vor, dass sie unter seinem Dirigat 2. Posaune spiele und nur bei Gastdirigenten die Soloposaune. Celibidache ging nicht auf diesen Vorschlag ein mit der Begründung: „Sie kennen das Problem. Wir brauchen einen Mann für die Soloposaune.“
Am 17. August 1982 zog Conant vor Gericht. Das Gericht beschloss, dass sie sich ärztlichen Tests unterziehen müsse, mit der Begründung: „Die Klägerin verfügt nicht über die physische erforderliche Kraft als Stimmführerin der Posaunen; sie ist nicht in der Lage, die Posaunengruppe eindeutig zu führen. Im Übrigen fehlt der Klägerin das erforderliche Einfühlungsvermögen, um die künstlerischen Vorstellungen des Generalmusikdirektors umzusetzen.“ Diese Tests ergaben, dass Conants physische Kraft völlig genügend sei, und so entschied das Gericht 1984 zugunsten Conants. Daraufhin legte die Stadt Berufung ein.
Am 15. Februar 1985 begann die Berufungsanhörung. Diese dauerte drei Jahre, und Conant musste in dieser Zeit weiterhin als zweite Posaunistin spielen. Vor Gericht brachte die Stadt Probleme bei Konzerten als Beweise gegen Conant vor, die bei Proben jedoch nie angesprochen worden waren. Schließlich beschloss der Richter, dass – aufgrund von fehlendem Fachwissen seinerseits – ein Experte auf diesem Gebiet entscheiden solle. Es stellte sich jedoch als fast unmöglich dar, einen Dirigenten oder Professor dafür zu finden, da eine positive Einschätzung Conants zu negativen Auswirkungen für den Bewertenden hätte führen können.
Schließlich erklärte sich Paul Schreckenberger am 3. März 1986 bereit, Conant zu prüfen. Dies sollte in einem Konzert geschehen. Schreckenberger verschob diese Prüfung mehrere Male, was sich als enorme Nervenprobe für Conant herausstellte, da sie sich jedes Mal auf diese Prüfung vorbereiten musste. Im Juli 1987 sagte Schreckenberger schließlich ganz ab.
Nachdem das Gericht mit dem damaligen Präsidenten der Internationalen Posaunenvereinigung, Heinz Fadle, doch noch einen Prüfer gefunden hatte, wurde die Prüfung am 25. Februar 1988 von ihm abgenommen. Er schätzte sie als eine Posaunistin ein, die „in d[er] Lage“ sei, „in einem Spitzenorchester als Solobläserin schwierigste Passagen nach ‚Anweisung des Dirigenten‘ ausreichend lange und mit der gewünschten Intensität sowie Stärke durchzuhalten“.
Am 1. Juli 1988 entschied das Gericht erneut zugunsten Conants. Nach sechs Jahren vor Gericht erhielt sie ihren Platz als erste Posaunistin zurück.
Die schriftliche Bestätigung hierfür bekam sie allerdings erst zwei Jahre später, und so wurde Conant erst 1990 wieder als 1. Posaunistin eingestuft, jedoch mit einem geringeren Gehalt im Vergleich zu den Männern. Zudem bekamen die Männer noch einen Dienstalterzuschuss, der Conant ebenfalls vorenthalten wurde.
Nach vielen außergerichtlichen und gerichtlichen Verfahren wurde sie schließlich 1991 in dieselbe Vergütungsgruppe eingestuft, und nach zwei weiteren Jahren bekam sie 1993 – nach weiteren Auseinandersetzungen – schließlich auch den Dienstalterzuschuss.
Nach 13 Jahren verließ Conant gleichberechtigt das Orchester und wurde Professorin in Trossingen.

## Musik und Wirken

### Posaunistin
Abbie Conant wurde vom International Trombone Association Journal ein Rang „in der ersten Reihe der weltbesten Posaunisten“ zugesprochen.

### Performerin
Conant ist Mitgründerin der 1981 ins Leben gerufenen Wasteland Company, die es sich zur Aufgabe gemacht hat, die Kammeroper neu zu entwickeln und an ihr zu forschen. The Wasteland Company trat in über 155 Städten in Europa und Amerika auf. Sie hat bisher sechs abendfüllende Stücke entwickelt, die alle von William Osborne komponiert wurden, vier davon speziell für Abbie Conant.
Der Company geht es vor allem um die Neudefinition und das Aufbrechen des traditionellen Musiktheaters, wobei hier der Fokus auf die kreative Identität von Frauen und die Gleichberechtigung von Musik, Wort und Schauspiel gelegt wird.

### Professorin
1987 gründete Conant gemeinsam mit Gerhard Wolf das International Trombone Camp (ITC) in Deutschland. Dort unterrichteten Gastdozenten wie Charlie Vernon, Jared Rodin, Joe Alessi, Stuart Dempster, Heinz Fadle, Joe Burnam, Carsten Svanberg, Ron Baron, Bruce Nelson, Thomas Horch, Jay Friedman, Michael Mulcahy und Jiggs Whigam. Aufgrund der großen Nachfrage wurde ein zweites Camp in Italien eröffnet.
Seit 1992 ist Conant Professorin an der Staatlichen Hochschule für Musik Trossingen. Für sie ist der Ausdruck höchste Priorität in Spiel und Pädagogik. Sie betont, dass musikalischer Ausdruck eine Kombination aus gutem Klang, klaren künstlerischen Vorstellungen – „etwas sagen wollen“ – und gutem Ton sei. Sie legt jedoch auch Wert auf die technische Seite des Posaunenspiels, allerdings ohne die ganzheitliche musikalische Geste vom Sein, von Herz und Seele abzutrennen. Zudem ist sie der Ansicht, „für echtes Lernen müss[t]en Studenten ihre eigene Initiativkraft, ihre Fähigkeit zur Selbstkritik und gesunden Selbstrespekt entwickeln“.
Sie beschreibt einen Vier-Jahres Plan:
„Der Kern meiner Unterrichtstätigkeit besteht in der Verwendung von Schulen und Etüden, die sich seit Jahrzehnten als Standardwerke bewährt haben. Ungeachtet der Richtung, in die sich ein Student entwickeln möchte, müssen die Grundlagen sorgfältig und umfassend abgedeckt werden. Ich zögere nicht, Übungen oder Stücke mit Material zu ergänzen, das die individuelle Persönlichkeit, spezielle Neigungen oder musikalische Interessen eines Studenten unterstützt.“

## Werkverzeichnis nach Gattungen

### Kompositionen
- Rachel’s Lament (1997) for baritone, two children performers, and tape. Premiere: Leipzig 1997
- Pond (1976) for solo trombone. Premiere: New York, Manhattan School of Music, 1977[7]

### Texte
- My Trombone Teaching Philosophy
- The Swiss Clown Grock and the Berio Sequenza V
- The Status of Women in German Speaking Orchestras. In: VivaVoce Nr. 48, Dezember 1998. Auch veröffentlicht vom Ministerium für Arbeit, Soziales und Stadtentwicklung, Kultur und Sport des Landes Nordrhein-Westfalen.
- Twenty-one Questions for Young Performers
- Letter to a Young Trombonist[8]

### Diskografie
- Musik for the end of time (for trombone, video, and quadraphonic surround sound), 1998
- Trombone and Organ[9]